# 아르놀드 뤼텔
아르놀드 뤼텔(에스토니아어: Arnold Rüütel, 1928년 5월 10일~2024년 12월 31일)은 에스토니아의 정치인으로, 2001년 10월 8일부터 2006년 10월 9일까지 에스토니아의 대통령을 지냈다. 뤼텔은 에스토니아가 1991년 독립을 되찾은 이래 2번째 대통령이다.
뤼텔은 또 1990년 3월 29일~1992년 10월 5일까지 에스토니아 소비에트 사회주의 공화국 소비에트 최고회의 의장을 지낸 바 있다.